# Tormented Souls
Tormented Souls – gra komputerowa z gatunku survival horror wydana w 2021 roku na platformach PlayStation 4, PlayStation 5, Xbox Series X/S, Nintendo Switch oraz Microsoft Windows. Producentami gry są studia Dual Effect i Abstract Digital, a wydawcą PQube. Gracz wciela się w postać Caroline Walker, która bada zniknięcie sióstr w tajemniczej rezydencji Winterlake. Produkcja została zainspirowana seriami Alone in the Dark, Resident Evil i Silent Hill.
Tormented Souls spotkał się z pozytywnym odbiorem recenzentów, uzyskując w wersji na konsolę PlayStation 5 średnią z ocen wynoszącą 72/100 według agregatora Metacritic.